# Haramont
Haramont é uma comuna francesa na região administrativa de Altos da França, no departamento de Aisne. Estende-se por uma área de 12,24 km². Em 2010 a comuna tinha 585 habitantes (densidade: 47,8 hab./km²).